# プロメテアルカエウム・シントロフィクム
プロメテアルカエウム・シントロフィクム（ Promethearchaeum syntrophicum ）は、2019年に報告された古細菌である。真核生物の祖先に近いと推定されているアスガルド古細菌最初の培養例とみられる。
熊野沖の南海トラフ大峯リッジにある水深2533mのメタン湧出域より、2006年に採取されたサンプルから培養された。10年以上もの長期間、何度も集積培養を繰り返す事により培養系を得ており、硫酸還元菌Halodesulfovibrio oceani及びメタン生成菌Methanogenium booneiと共に濃縮され、最終的に本菌P. syntrophicum MK-D1とM. boonei MK-MGを含む共培養系として確立された。
本菌の増殖速度は非常にゆっくりで、倍化時間は14〜25日と推定されている。ペプチドやアミノ酸を偏性嫌気的に分解する能力があり、その代謝産物である水素やギ酸を介して上記の硫酸還元菌やメタン菌との共生系が成立していると考えられている。
形態は550nmほどの小型の球菌で、内部構造は特に認められない。複雑な細胞形態を持ち、特に本菌に独特の構造として、しばしば膜由来の長い分岐突起が見られる。
本菌のゲノムサイズは442万7796塩基対、ORFは3946ヶ所。古細菌の中では大型の部類である。これまでアスガルド古細菌のゲノムは環境DNAの解析により得るしかなかったが、本菌のゲノム解析により、真核生物様の遺伝子が大量に存在することが確実に立証された。
著者らは、本菌の代謝や形態的特徴をもとに、真核生物誕生のシナリオとして、アスガルド古細菌が酸素の存在する環境に進出する過程でアルファプロテオバクテリアを分岐突起により取り込み内部に発達させた、Entangle-Engulf-Endogenize(E3) モデルを提案している。